# Otto Arnold von Paykull
Otto Arnold von Paykull (c.1662 – 4 de febrer de 1707) fou un oficial livonià al servei de l'Electorat de Saxònia.

## Joventut
Otto Arnold von Paykull nasqué al voltant de 1662 a la Livònia Sueca. Fou un patge a la Cort Reial Saxona el 1677 i s'uní el 1678 a la Guàrdia Saxona.

## Carrera militar
Després d'alguns anys al servei de França von Paykull retornà a Saxònia, on fou nomenat Tinent General entorn el 1700. Von Paykull desobeïa així l'ordre de Carles XII que obligava a tots els súbdits suecs que servien en exèrcits enemics lliurar-se a les autoritats sueques, al no fer-ho fou condemnat a mort el 1702. Formà part de l'exèrcit saxó que intentà aturar els suecs durant el Creuament del Düna el 1701. Va ser ferit durant la batalla i s'apartà del servei actiu durant alguns anys. El 1704 retornà al servei actiu com a comandant d'un regiment de cavalleria.
El 1705, von Paykull fou capturat pels suecs durant la Batalla de Varsòvia. Fou portat a Estocolm on fou executat per alta traïció, el 4 de febrer de 1707, al servei en un exèrcit enemic tot i ser suec de naixement. Conegut com a alguimista, tracta d'evitar la seca execució prometent una quantitat anual d'or a Carles XII de Suècia.